# 井上大仁
井上 大仁（いのうえ ひろと、1993年1月6日 - ）は、日本の陸上競技選手。専門は長距離走・マラソン。長崎県諫早市出身。諫早市立飯盛中学校、鎮西学院高等学校、山梨学院大学各卒業。現在三菱重工マラソン部所属。2018年ジャカルタアジア競技大会金メダリスト、2017年世界陸上ロンドン大会日本代表（共に男子マラソン種目）。
山梨学院大学時代から力をつけ、卒業後の2018年アジア大会（ジャカルタ）でエルアバシとデットヒートを繰り広げラスト100mでスパート合戦となり見事差し切り優勝した。

## 来歴・人物

### 大学時代まで
- 山梨学院大学ではチームの主力として大学三大駅伝などで活躍。3年時の第45回全日本大学駅伝ではエース区間2区で早稲田大学の大迫傑、日本体育大学の山中秀仁と区間賞を分けあった。箱根駅伝には4年連続で出走。1年時の第88回大会では1区区間10位。2年時の第89回大会では3区区間7位。3年時の第90回大会では、2区を走ったエノック・オムワンバがレース中の疲労骨折により途中棄権したため[2] 区間順位は付かなかったものの5区で区間8位相当の走りを見せた。チームの主将を務めた4年時の第91回大会では3区を担当。2区出走予定だったエノック・オムワンバがアキレス腱を痛め、直前で区間エントリー変更があった影響もあり井上には20位でタスキが渡ったが、3人抜き区間3位の力走でチームに良い流れを引き寄せた[3]。結果として山梨学院大学は往路13位、総合9位でゴールし、1区2区の最下位スタートからシード権獲得まで順位を押し上げた[4]。また在学中の2014年3月には世界ハーフマラソン選手権に日本代表として出場した[5]。

### 社会人以降
- 大学卒業後は地元・長崎県に拠点を置く三菱日立パワーシステムズ（MHPS）に入社し[6]、長崎マラソン部の一員として活動。三菱重工マラソン部に組織改編されたのちも引き続き所属[7]。
- 2016年元日のニューイヤー駅伝では社会人ルーキーながらエース区間4区を担当し、区間3位と好走した。
- 同年3月開催の、第71回びわ湖毎日マラソン（同年リオデジャネイロオリンピック・男子マラソン選考会）で井上自身初のフルマラソンに挑戦。30km手前迄日本人首位争いに加わっていたが、その後脱落。結果2時間12分台の総合9位（日本人7着）に留まった。
- 同年11月に開催された九州実業団対抗毎日駅伝大会では3区を走り、37分04秒と旭化成の双子の大エースの兄村山謙太と42秒差の区間賞を取り、チームの優勝に大きく貢献した。
- 2022年の元日のニューイヤー駅伝ではチームの襷を受け取ったあと、2位と39秒の差をつけてチームに活気を与えた。

#### 世界陸上男子マラソン初出場・26位
- 2017年2月開催の東京マラソン2017（同年世界陸上ロンドン大会・男子マラソン選考会）へ自身2度目のフルマラソンに出場。レース序盤は海外勢のハイペースについていったが、9km手前で自重しマイペースに切り替える。終盤の38km過ぎでペースの落ちた設楽悠太を追い抜き、井上が日本人首位に立つ。それ以降も山本浩之（総合10位・日本人2着）らの追い上げを振り切って、男子総合8位のゴールながら2時間08分台と自身初のサブテン（2時間10分未満）を達成[8]。結果、川内優輝・中本健太郎のベテラン勢と共に、世界陸上ロンドン大会男子マラソン日本代表へ初選出された[9]。
- 2017年8月開催の世界陸上ロンドン大会・男子マラソン本番レースに出場。20km過ぎ迄は先頭集団に食らいついたが、中間点付近で遅れ始まる。その後、同日本代表の川内らと並走するも30km手前で完全脱落、結局日本人3番手（川内・9位、中本・10位）の26位に終わった[10][11]。

#### 東京マラソンで2時間06分台・MGC出場権獲得
- 2018年2月開催の東京マラソン2018（MGCシリーズ第4弾・2020年東京オリンピック男子マラソン選考会）に出走。ペースメーカーが先導するハイペースの先頭集団に加わり、30kmを過ぎてペースメーカーが外れると、井上は今大会優勝者のディクソン・チュンバ（ケニア）のロングスパートに積極果敢についていく。だが、35km過ぎでチュンバから徐々に遅れて優勝争いから一歩後退、さらに38.3km付近では設楽悠太（同マラソンで15年4か月振りに男子マラソン日本記録を5秒更新）にも追い抜かれた。それでも井上は2時間06分54秒と[12]、男子マラソン日本歴代4位（当時）の好タイムを記録、総合5位・日本人2位でフィニッシュ。さらに設楽や同MHPS所属の木滑良らと共にマラソングランドチャンピオンシップ出場権を獲得[13]。ゴール後の表彰式で特別奨励賞として1000万円が贈られたが、当の井上は「やっぱり設楽選手に負けた悔しさが大きい。隣（設楽悠）とは桁も違う。次は自分が2時間05分台を出したい」と雪辱のコメントを述べていた[14]。

#### アジア競技大会男子マラソン・金メダル獲得
- 2018年8月開催のジャカルタアジア競技大会・男子マラソン日本代表へ、園田隼と共に選出[15]。そのアジア大会男子マラソン本番では気温28度・湿度88%の高温多湿な悪条件の中、井上は終始先頭集団に加わった。レース終盤の38Km付近から2位のエルハサン・エラバッシ（バーレーン）とデッドヒートを繰り広げ、最後はトラック勝負に縺れ込む。井上の背後からエラバッシが強引にインコースから追い抜こうとした為、両者が接触するアクシデントが有ったが、ゴール寸前で井上自ら突き放し、1986年ソウルアジア競技大会同種目の中山竹通以来32年ぶりとなる優勝を達成、金メダルを獲得した[16]。

#### マラソングランドチャンピオンシップ・最下位の27位
- 2019年9月開催のマラソングランドチャンピオンシップ（2020年東京オリンピック・男子マラソン代表選考レース）では、井上と共に大迫傑・設楽悠太・服部勇馬の「4強」の争いと注目されていた[17]。同大会スタート直後、1人飛び出した設楽にはつかずに、第2集団で待機。ところが、レース前半の15Km辺りから集団の後方に下がっていき、17Km過ぎで完全脱落。その後もペースは全く上がらないまま、なんとか完走こそはしたが、結局2時間22分台の27位とまさかの最下位に終わった[18][19][20]。
- MGCファイナルチャレンジ第2弾となる、2020年3月開催の東京マラソン2020に東京オリンピックのラストチャンスを賭けて出場。レース序盤から積極的に、マラソン日本記録保持者でMGC3位の大迫傑らと共に、日本記録を上回る高速ペースで進んだ。だが25Km付近で先頭集団から脱落し、32Km過ぎでは後方から追い上げた大迫に追い越されて、日本人トップの座を明け渡す。レース終盤では大きく失速してしまい、2時間09分台の26位と惨敗し念願の東京五輪代表入りは成らなかった[21][22][23]。

## 戦績・記録

### 大学駅伝戦績
| 学年               | 出雲駅伝                    | 全日本大学駅伝              | 箱根駅伝                          |
| ------------------ | --------------------------- | --------------------------- | --------------------------------- |
| 1年生 （2011年度） | 第23回 不出場               | 第43回 不出場               | 第88回 1区-区間10位 1時間03分13秒 |
| 2年生 （2012年度） | 第24回 1区-区間5位 23分34秒 | 第44回 1区-区間2位 43分23秒 | 第89回 3区-区間7位 1時間06分40秒  |
| 3年生 （2013年度） | 第25回 不出場               | 第45回 2区-区間賞 38分08秒  | 第90回 5区-OP 1時間21分11秒       |
| 4年生 （2014年度） | 第26回 不出場               | 第46回 4区-区間3位 41分28秒 | 第91回 3区-区間3位 1時間02分56秒  |

### 実業団駅伝戦績
| 年                      | 大会                               | 所属                                      | 区間     | 区間順位 | 記録          | チーム順位 | 備考                             |
| ----------------------- | ---------------------------------- | ----------------------------------------- | -------- | -------- | ------------- | ---------- | -------------------------------- |
| 2015年度 （入社1年目）  | 第52回九州実業団対抗毎日駅伝大会   | 三菱日立パワーシステムズ長崎 （MHPS長崎） | 2区      | 区間7位  | 33分17秒      | 4位        | 実業団駅伝デビュー               |
| 2015年度 （入社1年目）  | 第60回全日本実業団対抗駅伝競走大会 | 三菱日立パワーシステムズ長崎 （MHPS長崎） | 4区      | 区間3位  | 1時間03分15秒 | 11位       | ニューイヤー駅伝デビュー         |
| 2016年度 （入社2年目）  | 第53回九州実業団対抗毎日駅伝大会   | 三菱日立パワーシステムズ （MHPS）         | 3区      | 区間賞   | 37分04秒      | 優勝       | 実業団駅伝初の区間賞・MHPS初優勝 |
| 2016年度 （入社2年目）  | 第61回全日本実業団対抗駅伝競走大会 | 三菱日立パワーシステムズ （MHPS）         | 4区      | 区間3位  | 1時間03分14秒 | 4位        | MHPS初入賞                       |
| 2017年度 （入社3年目）  | 第54回九州実業団対抗毎日駅伝大会   | 三菱日立パワーシステムズ （MHPS）         | 1区      | 区間賞   | 36分26秒      | 優勝       | MHPS2連覇                        |
| 2017年度 （入社3年目）  | 第62回全日本実業団対抗駅伝競走大会 | 三菱日立パワーシステムズ （MHPS）         | 4区      | 区間2位  | 1時間04分53秒 | 8位        | MHPS2年連続入賞                  |
| 2018年度 （入社4年目）  | 第55回九州実業団対抗毎日駅伝大会   | 三菱日立パワーシステムズ （MHPS）         | 5区      | 区間賞   | 38分05秒      | 3位        |                                  |
| 2018年度 （入社4年目）  | 第63回全日本実業団対抗駅伝競走大会 | 三菱日立パワーシステムズ （MHPS）         | 4区      | 区間賞   | 1時間04分37秒 | 2位        | MHPS3年連続入賞                  |
| 2019年度 （入社5年目）  | 第56回九州実業団対抗毎日駅伝大会   | 三菱日立パワーシステムズ （MHPS）         | 3区      | 区間賞   | 31分54秒      | 5位        |                                  |
| 2019年度 （入社5年目）  | 第64回全日本実業団対抗駅伝競走大会 | 三菱日立パワーシステムズ （MHPS）         | 4区      | 区間賞   | 1時間03分57秒 | 17位       | 区間新記録                       |
| 2020年度 （入社6年目）  | 第57回九州実業団対抗毎日駅伝大会   | 三菱重工                                  | 5区      | 区間2位  | 37分50秒      | 2位        |                                  |
| 2020年度 （入社6年目）  | 第65回全日本実業団対抗駅伝競走大会 | 三菱重工                                  | 4区      | 区間2位  | 1時間04分14秒 | 6位        |                                  |
| 2021年度 （入社7年目）  | 第58回九州実業団対抗毎日駅伝大会   | 三菱重工                                  | 1区      | 区間3位  | 36分45秒      | 2位        |                                  |
| 2021年度 （入社7年目）  | 第66回全日本実業団対抗駅伝競走大会 | 三菱重工                                  | 4区      | 区間3位  | 1時間04分12秒 | 4位        |                                  |
| 2022年度 （入社8年目）  | 第59回九州実業団対抗毎日駅伝大会   | 三菱重工                                  | 7区      | 区間8位  | 48分13秒      | 6位        |                                  |
| 2022年度 （入社8年目）  | 第67回全日本実業団対抗駅伝競走大会 | 三菱重工                                  | 4区      | 区間9位  | 1時間05分15秒 | 4位        |                                  |
| 2023年度 （入社9年目）  | 第60回九州実業団対抗毎日駅伝大会   | 三菱重工                                  | 出走なし | 出走なし | 出走なし      | 6位        |                                  |
| 2023年度 （入社9年目）  | 第68回全日本実業団対抗駅伝競走大会 | 三菱重工                                  | 2区      | 区間11位 | 1時間03分06秒 | 5位        |                                  |
| 2024年度 （入社10年目） | 第61回九州実業団対抗毎日駅伝大会   | 三菱重工                                  | 1区      | 区間2位  | 37分01秒      | 6位        |                                  |
| 2024年度 （入社10年目） | 第69回全日本実業団対抗駅伝競走大会 | 三菱重工                                  | 3区      | 区間4位  | 43分38秒      | 7位        |                                  |

### マラソン全成績
| 年月       | 大会                               | 順位 | 記録          | 備考                                                                  |
| ---------- | ---------------------------------- | ---- | ------------- | --------------------------------------------------------------------- |
| 2016年2月  | 第71回びわ湖毎日マラソン           | 9位  | 2時間12分56秒 | 初マラソン・リオデジャネイロ五輪選考レース                            |
| 2017年2月  | 東京マラソン2017                   | 8位  | 2時間08分22秒 | 日本人1位・自己記録・世界陸上ロンドン大会選考レース                   |
| 2017年8月  | 世界陸上ロンドン大会               | 26位 | 2時間16分54秒 | 日本人3位                                                             |
| 2017年10月 | 東北・みやぎ復興マラソン           | 2位  | 2時間23分47秒 | 日本人2位                                                             |
| 2018年2月  | 東京マラソン2018                   | 5位  | 2時間06分54秒 | 日本人2位・自己記録・MGCシリーズ第4弾（2020年東京オリンピック選考会） |
| 2018年8月  | ジャカルタアジア競技大会           | 優勝 | 2時間18分22秒 | マラソン初優勝、同大会男子マラソン競技で日本人の優勝は32年ぶり        |
| 2019年4月  | ボストンマラソン                   | 12位 | 2時間11分53秒 | 日本人1位                                                             |
| 2019年9月  | マラソングランドチャンピオンシップ | 27位 | 2時間22分10秒 | 日本男子では最下位、東京オリンピック男子マラソン代表選考レース        |
| 2020年3月  | 東京マラソン2020                   | 26位 | 2時間09分34秒 | MGCファイナルチャレンジ第2弾（2020年東京オリンピック選考会）          |
| 2021年2月  | 第76回びわ湖毎日マラソン           | 4位  | 2時間06分47秒 |                                                                       |
| 2023年10月 | マラソングランドチャンピオンシップ | 7位  | 2時間09分55秒 | パリオリンピック男子マラソン代表選考レース                            |
| 2025年3月  | 東京マラソン2025                   | 12位 | 2時間06分14秒 | 自己記録                                                              |

## 自己ベスト
| 種目           | 記録          | 年             | 大会                                 | 備考       |
| -------------- | ------------- | -------------- | ------------------------------------ | ---------- |
| 1500m          | 3分49秒36     | 2015年7月15日  | リージュ国際大会                     |            |
| 5000m          | 13分38秒44    | 2018年5月5日   | ゴールデンゲームズinのべおか         |            |
| 10000m         | 27分43秒17    | 2021年11月27日 | 八王子ロングディスタンス             | 長崎県記録 |
| 10マイル       | 46分12秒      | 2017年12月3日  | 熊本甲佐10マイル公認ロードレース大会 |            |
| ハーフマラソン | 1時間01分14秒 | 2022年1月30日  | 大阪ハーフマラソン                   |            |
| マラソン       | 2時間06分14秒 | 2025年3月2日   | 東京マラソン2025                     |            |